# Born Jamericans
Born Jamericans var en amerikansk reggaeakt från Washington, D.C. som bestod av två medlemmar, Norman "Notch" Howell och Edley "Shine" Payne. De hade sin storhetsperiod under 90-talet med låtar som "Boom Shak-A-Tack" och "Yardcore".

## Diskografi
Studioalbum
- 1994 – Kids from Foreign
- 1995 – Yardcore

Samlingsalbum
- 2002 – The Best of the Born Jamericans

Singlar (urval)
- 1993 – "Boom Shak-a-Tack" (#84 på U.S. Hot 100, #57 på U.S. R&B, #15 U.S. Rap, #20 på U.S. Dance/Maxi Singles)
- 1994 – "Cease & Seckle" (#82 på U.S. R&B, #32 Rap, #34 på U.S. Dance/Maxi Singles)
- 1997 – "Yardcore" (#45 på U.S. R&B, #8 på U.S. Rap)
- 1998 – "Send My Love" / "Send One Your Love" (#72 på U.S. Hot 100, #60 på U.S. R&B, #19 på U.S. Rap)